# اسیدها در شراب
اسیدها در شراب اجزای مهمی در شراب‌گیری و طعم دهی به محصول نهایی اند. این اسیدها هم در خود انگور و هم در شراب تولید می‌شوند و تأثیر مستقیم بر رنگ، مزه و تعادل شراب دارند. همچنین از شراب در برابر باکتری‌ها حفاظت می‌کنند. سنجش میزان اسیدی بودن شراب به سنجش کل اسیدهای موجود در آن مربوط می‌شود اما بدست آوردن میزان قدرت اسید را با pH می‌سنجند که در بیشتر شراب‌ها بین ۲٫۹ تا ۳٫۹ است. معمولاً هرچه پی‌اچ کمتر قدرت اسیدی بیشتر اما شراب‌هایی هستند که اسید بیشتری دارند و پی‌اچ بالاتر. در آزمون شراب، منظور از اسیدی بودن اشاره به حس تازگی، ترشی عمیق و ترشی گذرایی که در لحظه در دهان حس می‌شود و تعادل آن با شیرین بودن شراب و تلخی آن است.
سه اسید اصلی موجود در شراب عبارتند از اسید تارتاریک، اسید مالیک و اسید سیتریک. در فرایند ساخت و نهایی کردن محصول اسیدهای دیگری نقش اصلی دارند که عبارتند از: بوتریک اسید، استیک اسید، اسید لاکتیک و سوکسینیک اسید.